# Berwick (Maine)
Pour les articles homonymes, voir Berwick.
Berwick est une ville dans le comté de York (Maine) aux États-Unis. La population était de 7 246 lors du recensement de 2010. Elle est située sur la rive est de la rivière Salmon Falls.
Berwick fait partie de la région métropolitaine de Portland (Maine) – South Portland – Biddeford.

## Histoire
Faisant partie à l'origine de Kittery (Maine), l'emplacement de Berwick fut renommée en 1631 et nommé Kittery Nord, ou la paroisse  Nord de Kittery.  En 1675, la Communauté a été attaquée au cours de la guerre du Roi Philip.
Le raid par des Indiens en 1675 fut le premier de plusieurs attaques, au cours de ce qui était connu comme la guerre du Roi Philip. En 1690-1691 le village a été brûlé et abandonné après le raid sur Salmon Falls. Il a été reconstruit  en 1703 et nommé Newichawannock, son ancien nom Abénaquis. En 1713, Berwick, est constituée par la Cour générale du Massachusetts. La première école dans l'État a été construite en 1719. La ville a été attaquée plusieurs fois au cours de la guerre du père Sébastien Racle.